# امامزاده علی‌اکبر (چیذر)
امامزاده علی اکبر امامزاده‌ای است مدفون در چیذَر (یکی از محلات منطقه ۱ شهر تهران) است.
شجره وی را منتسب به علی بن حسین، امام چهارم شیعیان می‌دانند. بعضی از افراد قدمت امامزاده را مربوط به ۹۰۰ سال قبل می‌دانند و بعضی دیگر آن را مقارن با ورود عبدالعظیم به شهرری می‌شمارند. هرچند که مکان امامزاده علی اکبر، قبل از انقلاب اسلامی صرفاً یک گورستان محلی برای دفن اموات بوده و کمتر زیارت از امامزاده مورد استقبال قرار می‌گرفته است اما پس از انقلاب، با آوردن پیکر شهدای جنگ ایران و عراق که در میان آنها، شهدایی با پسوند «چیذری» هم زیاد به چشم می‌خورد و نیز با تشکیل هیئت رزمندگان شمیرانات و حضور محمود کریمی، از مداحان اهل بیت در اعیاد و عزاداری‌ها و گهگاه در شبهای جمعه گلزار شهدای امامزاده علی اکبر به محلی برای برگزاری جلسات سخنرانی و عزاداری و به تعبیر بهتر به یک پایگاه مذهبی در شمال شهر تهران تبدیل شده است.
مصطفی احمدی روشن، مسعود علی‌محمدی و محمّد ناظری نیز در کنار این امامزاده مدفون شده‌اند.

## شجره‌نامه
بعضی سایت‌های اطلاع‌رسانی شجره علی اکبر را منتسب به علی بن حسین امام چهارم شیعیان می‌دانند، درحالی‌که افراد محلی بر این عقیده‌اند که این امامزاده فاقد شجره‌نامه مشخص و قابل اعتماد می‌باشد و امامزاده اسماعیل (چیذر) را از این حیث معتبرتر می‌دانند.